# Macrochenus guerinii
Macrochenus guerinii là một loài bọ cánh cứng trong họ Cerambycidae.